# Poljanica Bistrička
Poljanica Bistrička est un village de la municipalité de Marija Bistrica (comitat de Krapina-Zagorje) en Croatie. Au recensement de 2011, le village comptait 347 habitants.